# ويليام جونز بوون
ويليام جونز بوون (بالإنجليزية: William Jones Boone)‏ هو مبشر أمريكي، ولد في 17 مايو 1846 في شانغهاي في الصين، وتوفي في 5 أكتوبر 1891.